# Radio kontrolisani automobili
Radio kontrolisani (R/C) automobili su modeli automobila ili kamiona koji se mogu kontrolisati sa distance, koristeći specijalni predajnik. Termin R/C se koristi u dva slučaja Radio kontrolisani ili Daljinsko kontrolisani gde Daljinsko kontrolisani uključuje automobile koji su povezani na svoj kontroler pomoću kabla. R/C se danas obično odnosi na vozila koja su pod kontrolom radio-frekvencijskog linka.
Automobili se napajaju iz raznih resursa. Električni modeli se napajaju pomoću malih ali veoma moćnih električnih motora i punjivih nikl-kadijum, nikl metal hibrid i litijum baterija. Većina modela koristi motore sa unutrašnjim sagorevanjem koji omogućuje mešavinu nitrometana, metanola i ulja(u većini slučajeva spoj ricinusovog ulja i sintetičkog ulja). Ovi modeli se nazivaju Nitro automobili. 

## Električni modeli R/C automobila
Modeli na električni pogon koriste mehaničke ili elektronske jedinice za kontrolu brzine da bi se podesila snaga koja se isporučeje na električni motor. Snaga koja se isporučuje je proporcionalna količini gasa koju isporučuje predajnik, što se više povuče obarač brže ide. Elektronski regulatori brzine koriste solid stejt za regulisanje radnog ciklusa, i prilagođava energiju koja se isporučuje na električni motor. Pored toga, većina kontrolera elektronske brzine može koristiti električni motor kao magnetne kočnice, nudi bolju kontrolu modela nego što je to moguće sa mehaničkim kontrolama. Mehanički kontroleri brzine koriste mrežu otpornika i prebacuje između njih okretanjem glave sa elektrodom oko tanjira koji ima električne kontakte.

## Nitro modeli R/C automobila
Nitro elektronski modeli koriste jednu kontrolu za gas i kočenje, rotacija kontrole u jednu stranu prouzrokovaće otvaranje karburatora koji obezbeđuje više protoka vazduha i goriva u motoru sa unutrašnjim sagorevanjem. Rotacija kontrole u suprotnom smeru prouzrokuje obrtnu silu koja se vezuje za kočioni materijal. Kočnica se obično nalazi na pogonskom vratilu i primenjuje snagu zaustavljanja samo na pogonske točkove. Neki modeli koriste dodatnu kontrolu da vozilo može da se kreće unazad. Veličina motora je najčešće u rasponu od 12-35 centimetara. To je propis koji je odobrio nadležni organ za radio kontrolisane trke. Mnogi motori su proizvedeni veći, uglavnom namenjeni za vozila koje se neće koristiti na ovim trkama i zato ne treba da budu u skladu sa propisima.

## Modeli na benzinski pogon
Modeli na benzinski pogon rade na principu mešavine benzina i nafte. Ovi modeli koštaju mnogo više nego modeli na električni i Nitro pogon. Takođe su mnogo veći i zbog toga zahtevaju mnogo veći prostor za pokretanje. Oni obično nemaju maksimalnu brzinu(upoređujući sa Nitro i električnim modelima) ali imaju mnogo snaga i ne treba im mnogo goriva za tako nešto. Vremenom cena automobila na gas može biti manja od nekih nitro modela, zbog visoke cena goriva i zamene dotrajalih nitro motora. Pored toga motori na gas retko ili nikad me zahtevaju podešavanje i imaju veoma dug vek trajanja. Ovi modeli su veoma popularni u Evropi više od jedne decenije i nedavno su postali vrlo popularni u SAD, zahvaljujući kompanijama kao što su HPI Racing i FG Modelsport koji proizvode pristupačne modele visokog kvaliteta.

## Pribor i nadogradnje
Svi modeli R/C generalno zahtevaju nabavku dodatnih pribora. Za električna vozila, akomulatori i odgovarajuću punjači koji su potrebni za napajanje vozila. Lemilica i pribor su često neophodni da se izgradi baterija visokih performansi ili intstalira unapređena elektronika sa konektorima sa niskim otporom. Za rad elektromotora neophodna je kontrola brzine i izvor engergije. Kao izvor enegrije najčešće se koriste NiMH ili LiPo baterije koje se mogu naći u različitim oblicima i sa različitim kapacitetima. Litijum polimer baterija sa jakim kućištem je najpopularnija za R/C automobile, sa najčešćim naponom od 7.4V ili 11.1V. Naravno, ako imate baterije, neophodno je da nabavite i punjač. Punjači su podeljeni u dve kategorije: brze (pomoću kojih se baterija može napuniti za 30 do 60 minuta) i spore (kojima se to isto postiže u vremenskom periodu od 10-14 sati pošto im je brzina punjenja mnogo manja). 

### Princip rada
Radio kontrolisani automobili koriste zajednički skup komponenti za njihovu kontrolu i rad. Svaki automobili zahtevaju predajnik, koji imaju palice za kontrolu ili su u obliku pištolja, gde je okidač gas, točak je skretanje levo i desno i prijemnik koji je u automobilu. Prijemnik menja radio signale koji se emituju sa predajnika koji ih menja u odgovarajuće signale za sistem kontrole. 

### Kako istovremeno možete upravljati većim brojem modela?
Svaki RC sistem ima svoj frekvencijski opseg. Najčešće ovaj frekvencijski opseg iznosi 35MHz ili 40 MHz. Kako bi se omogućilo upravljanje većim brojem modela istovremeno, svaki opseg podeljen je na više kanala. Tako na primer, za frekvencijski opseg od 35MHz, kanal 60 ima frekvenciju 35,000 MHz, a kanal 61 frekvenciju 35,010 MHz. Dokle god se za upravljanje različitim modelima koriste različiti kanali (različite frekvencije) ne može doći ni do kakvih problema. Za promenu kanala i na odašiljaču i na prijemniku nalazi se po jedan kvarcni kristal koji se može zameniti za nekoliko sekundi. Na svakom kvarcnom kristalu nalazi se broj kanala i frekvencija, i ove vrednosti moraju biti iste na kvarcnim kristalima prijemnika i odašiljača.

## Istorija
Sredinom 1966. godine postojali su komercijalni modeli R/C automobila u produkciji italijanske kompanije EL-GI iz Reggio Emilia. Njihov prvi model 1:12 Ferrari 250 LM je dostupan u Velikoj Britaniji u decembru 1966. godine preko uvoznika Motor Books and Accessories koji se nalazi u ST. Martin-u u Londonu. Model koji je napravljen posle ovoga je 1:10 Ferrari P4, koji je 1968. prvi put prikazan na sajmu igračaka u Milanu. 

## Spoljašnje veze
- Motori sa unutrašnjim sagorevanjem
- Velika Britanija